# ستاو (شهرستان خئومنو)
ستاو (به لهستانی:  Staw) یک روستا در لهستان است که در گمینا پاپووو بیسکوپیه واقع شده‌است.